# 愛媛県立松山南高等学校砥部分校
愛媛県立松山南高等学校砥部分校（えひめけんりつまつやまみなみこうとうがっこうとべぶんこう、英語: Ehime Prefectural Matsuyama Minami High School Tobe Branch）は、愛媛県立松山南高等学校の伊予郡砥部町にある分校である。
砥部焼の陶工を養成するために工芸科が設けられていたが、1966年にデザイン全般に携わる者を養成するべくデザイン科へと改編する。生徒数は一学年40人と少ないが愛媛県のデザイナー・クリエイターの供給源として数々の業界人を輩出してきた。県下のデザイン業界には同校出身者が多い。女子生徒が多く男女比は毎年1:7前後の比率となることが多い。愛媛県立松山南高等学校とは校長は同じで分校の名を冠している。

## 沿革
- 1948年 - 愛媛県立砥部高等学校（定時制の普通科高校）として開校。
- 1962年 - 愛媛県立松山南高等学校砥部分校となる。家政科、工芸科設置。
- 1966年 - 工芸科をデザイン科に改変。
- 1970年 - 家政科廃止。デザイン科のみの単科高等学校となる。

## 姉妹校
- 新北市立鶯歌高級工商職業学校

## 出身者
- オーガフミヒロ（画家）
- カナヘイ（イラストレーター）
- 花月仁（漫画家）
- 森木靖泰（メカニックデザイナー）
- ともわか（イラストレーター）